# Наше (телеканал)
«#НАШЕ» — український музичний телеканал із виключно україномовним контентом, що входить до складу «Наше медіа».

## Історія
Телеканал розпочав Інтернет-трансляцію й OTT-мовлення у 2014 році.
24 січня 2019 року канали телекомпанії «Наше медіа» розпочали мовлення у форматі UHDTV.

## Логотип

Другий логотип телеканалу